# Mimi Kuzyk
Mimi Kuzyk, née le 21 février 1952 à Winnipeg (Manitoba), est une actrice canadienne.

## Carrière
Mimi Kuzyk est la fille de Fred et Kay Kuzyk, deux immigrants ukrainiens au Manitoba. Elle étudie la danse avec le groupe de danse ukrainienne Rusalka pendant une douzaine d'années et la danse jazz à l'école du Royal Winnipeg Ballet.
Elle devient comédienne et s'installe à Los Angeles au milieu des années 1980. Son premier film, en 1984, est He's Fired, She's Hired. Elle tourne ensuite régulièrement. Elle est notamment connue pour avoir joué le détective Patsy Mayo dans la série Capitaine Furillo (Hill Street Blues), entre 1984 et 1986. 
Elle revient au Canada vers 1995, et s'installe à Toronto. Elle reçoit un prix Génie pour son rôle dans Rebelles (2001), et est plusieurs fois nommée dans la catégorie meilleure actrice de second rôle.

## Filmographie

### Films
| Année | Titre                        | Role                     | Notes         |
| ----- | ---------------------------- | ------------------------ | ------------- |
| 1988  | The Kiss                     | Brenda                   |               |
| 1989  | Cannonball 3                 | Heather Scott            |               |
| 1995  | Malicious                    | Mrs. Gordon              |               |
| 1997  | Men with Guns                | Gwen                     |               |
| 1998  | Bone Daddy                   | Kim                      |               |
| 1999  | Water Damage                 | Eve Preedy               |               |
| 2000  | Le Fantôme de Sarah Williams | Adele Green              |               |
| 2001  | Rebelles                     | Eleanor Bannet           |               |
| 2002  | Fairytales and Pornography   | Lucille                  |               |
| 2002  | Phase IV                     | Diana Holt               |               |
| 2003  | La Couleur du mensonge       | Professeur Delphine Roux |               |
| 2004  | The Final Cut                | Thelma                   |               |
| 2004  | Le Jour d'après              | Secrétaire d’État        |               |
| 2004  | A Different Loyalty          | Leslie Quennell          |               |
| 2005  | The Last Sign                | Isabel                   |               |
| 2006  | Kardia                       | Hope                     |               |
| 2007  | Mémoire du passé             | Dr. Elaine Trussle       |               |
| 2007  | Homecoming                   | Mother                   | Court-métrage |
| 2008  | Camille                      | Mrs. Samuels             |               |
| 2012  | The Audition                 | Sherri Dawson            | Court-métrage |
| 2012  | Your Side of the Bed         | Wendy                    |               |
| 2013  | Sex After Kids               | Dolores                  |               |
| 2015  | Les Douze Coups de minuit    | Bella Shapiro            |               |
| 2015  | Steel                        | Aunt Margret             |               |
| 2016  | Deadly Voltage               | Milly                    |               |
| 2016  | Special Correspondents       | Secretary of State       |               |
| 2016  | Last Call                    | Bernadine                |               |
| 2019  | Astronaut                    | Liz                      |               |
| 2021  | The Righteous                | Ethel Mason              |               |

### Télévision
| Année     | Titre                                       | Role                     | Notes                                           |
| --------- | ------------------------------------------- | ------------------------ | ----------------------------------------------- |
| 1979      | Second City Television                      | Extra                    | Épisode : "Fantasy Island"                      |
| 1980      | Bizarre                                     |                          |                                                 |
| 1983      | Loving Friends and Perfect Couples          |                          | 2 épisodes                                      |
| 1983      | The Littlest Hobo                           | Irina / Paula            | 2 épisodes                                      |
| 1984      | Les Enquêtes de Remington Steele            | Mariah Taylor            | Épisode : "Steele Eligible"                     |
| 1984      | He's Fired, She's Hired                     | Maureen McCullough       |                                                 |
| 1984-1986 | Capitaine Furillo                           | Détective Patsy Mayo     | Rôle principal                                  |
| 1985      | Striker's Mountain                          | Trisha                   |                                                 |
| 1985      | Hôtel                                       | Laura Temple             | Épisode : "Echoes"                              |
| 1986      | Blind Justice                               | Cathy Anderson           |                                                 |
| 1986      | The Love Boat                               | Nancy Brown              | Épisode : "The Will / Deja Vu / The Prediction" |
| 1986      | Starman                                     | Liz Baynes               | Épisode : "The Return"                          |
| 1986      | Miles to Go...                              | Suzanne                  |                                                 |
| 1986-1987 | Heart of the City                           | Juge Barton              | 2 épisodes                                      |
| 1986-1987 | La Loi de Los Angeles                       | A.D.A. Marilyn Feldman   | 2 épisodes                                      |
| 1987      | The Hope Division                           | Anne Russell             |                                                 |
| 1987      | Family Sins                                 | Sara Burke               |                                                 |
| 1987      | Cap Danger                                  | Mère                     | Épisode : "The Dying Swan"                      |
| 1988      | Street Legal                                | Amanda Dublinski         | Épisode : "Whose Woods Are These"               |
| 1988      | Nightingales                                | Liz McCarren             |                                                 |
| 1989      | Alfred Hitchcock Presents                   | Betty King               | Épisode : "Skeleton in the Closet"              |
| 1989      | Highway to Heaven                           | Debra Stone              | Épisode : "The Silent Bell"                     |
| 1989-1990 | Wolf                                        | Connie Bacarri           | Role principal                                  |
| 1990      | CBS Schoolbreak Special                     | Frances Kingston         | Épisode : "Maggie's Secret"                     |
| 1990      | Docteur Doogie                              | Madame Feldbloom         | Épisode : "C'est la Vinnie"                     |
| 1991      | Quantum Leap                                | Dr. Donna Eleese         | Épisode : "The Leap Back"                       |
| 1991      | The Hidden Room                             | Woman in the Hidden Room | Hôte                                            |
| 1991      | False Arrest                                | Nadine                   |                                                 |
| 1992      | Stormy Weathers                             | Gloria Chase             |                                                 |
| 1992      | The Ray Bradbury Theater                    | Lena Auffmann            | Épisode : "The Happiness Machine"               |
| 1993      | Counterstrike                               | Dr. Sharon Rayne         | Épisode : "Free to Kill"                        |
| 1993      | Matrix                                      | Julia Dunn               | Épisode : "Moths to a Flame"                    |
| 1993      | Street Legal                                | Ellen Levitt             | Épisode : "What's Love Got to Do with It?"      |
| 1994      | I Know My Son Is Alive                      | Laura                    |                                                 |
| 1994      | Arabesque                                   | Athena "Tina" Poulos     | Épisode : "The Dying Game"                      |
| 1994      | The Lifeforce Experiment                    | Jessica Saunders         |                                                 |
| 1994      | SeaQuest, police des mers                   | Laura Huxley             | Épisode : "Sympathy for the Deep"               |
| 1994      | Kung Fu, la légende continue                | Judge Reynolds           | Épisode : "The Innocent"                        |
| 1995      | Derby                                       | Nita Chambers            |                                                 |
| 1995      | The Outer Limits                            | Dr. Leslie McKenna       | Épisode : "Birthright"                          |
| 1995      | Little Criminals                            | Rita                     |                                                 |
| 1996      | Her Desperate Choices                       | Dr. Baskin               |                                                 |
| 1996-1998 | Traders                                     | Pauline Drury            |                                                 |
| 1997      | Dead Silence                                | Donna Harkstrawn         |                                                 |
| 1997      | Breach of Faith: A Family of Cops II        | Mrs. Ivanov              |                                                 |
| 1997      | Poltergeist : Les Aventuriers du surnaturel | Dr. Mary Alcott          | Épisode : "The New Guard"                       |
| 1997      | Psi Factor, chroniques du paranormal        | Carolyn Starling         | Épisode : "Second Sight / Chocolate Soldier"    |
| 1997      | Any Mother's Son                            | Peggy Evans              |                                                 |
| 1997      | The Defenders: Payback                      | Camille Preston          |                                                 |
| 1997      | Every 9 Seconds                             | Carol                    |                                                 |
| 1998      | The Defenders: Choice of Evils              | Camille Preston          |                                                 |
| 1998      | FX, effets spéciaux                         | Madame Olga              | Épisode : "Evil Eye"                            |
| 1998      | Rendez-vous à la Maison-Blanche             | Carol Richmond           |                                                 |
| 1998      | The Defenders: Taking the First             | Camille Preston          |                                                 |
| 1999      | Blue Moon                                   | Nora Keating             |                                                 |
| 1999      | The Hunt for the Unicorn Killer             | Barbra Bronfman          |                                                 |
| 1999      | Total Recall 2070                           | Jackson Rami             | Épisode : "Personal Effects"                    |
| 1999      | Strange Justice                             | Marion Gray              |                                                 |
| 1999      | Cruel Justice                               | Elaine Metcalf           |                                                 |
| 1999      | Chasseurs de frissons                       | Eleanor Grayson          |                                                 |
| 1999      | In the Company of Spies                     | Karen Marko              |                                                 |
| 2000      | The Golden Spiders: A Nero Wolfe Mystery    | Laura Fromm              |                                                 |
| 2000      | The Deadly Look of Love                     | Mrs. Murdock             |                                                 |
| 2000      | Soul Food : Les Liens du sang               | Judge Drexel             | Épisode : "What Women Want"                     |
| 2000      | Our Hero                                    | Mila Stiglic             | Épisode : "1.5"                                 |
| 2001      | Dying to Dance                              | Kathleen Monroe          |                                                 |
| 2001-2004 | Blue Murder                                 | Kay Barrow               | Role principal                                  |
| 2002      | The Chris Isaak Show                        | Betty Gaylen-Petty       | 3 Épisodes                                      |
| 2003      | 111 Gramercy Park                           | Joanne Karnegian         | Pilote                                          |
| 2004      | Marions-les !                               | Cookie Crandall          |                                                 |
| 2004      | Kink in My Hair                             | Iris                     |                                                 |
| 2005      | The L Word                                  | Isabel                   | Épisode : "Lynch Pin"                           |
| 2005      | Kevin Hill                                  | Judge Polk               | 2 Épisodes                                      |
| 2005      | Descente en enfer (Descent)                 | Marsha Crawford          |                                                 |
| 2005      | Missing : Disparus sans laisser de trace    | Renee                    | Épisode : "Looking for Mr. Wright"              |
| 2005      | The Hunt for the BTK Killer                 | Mrs. Magida              |                                                 |
| 2006      | NCIS : Enquêtes spéciales                   | Ginger Stevenson         | Épisode : "Bloodbath"                           |
| 2006      | Angela's Eyes                               | Karen Bench              | Épisode : "Open Your Eyes"                      |
| 2006      | A Christmas Wedding                         | Katharine                |                                                 |
| 2007      | Ghost Whisperer                             | Janet Bristow            | Épisode : "Dead to Rights"                      |
| 2008      | XIII : La Conspiration                      | Sally Sheridan           |                                                 |
| 2008-2009 | Sophie                                      | Judith Parker            |                                                 |
| 2009      | The Border                                  | Slade's Mother           | Épisode : "Killer Debt"                         |
| 2010      | Castle                                      | Sheila Blaine            | Épisode : "A Rose For Everafter"                |
| 2010      | Cold Case                                   | Annabelle Bennet         | Épisode : "Free Love"                           |
| 2011      | The Listener                                | Jeanne Raymond           | Épisode : "Eye of the Storm"                    |
| 2011      | Covert Affairs                              | Nurse Jan                | Épisode : "World Leader Pretend"                |
| 2011      | Against the Wall                            | Pat McCloskey            | Épisode : "Countdown to Meltdown"               |
| 2011      | InSecurity                                  | DM Caplan                | 2 Épisodes                                      |
| 2012      | Pegasus Vs. Chimera                         | Queen Caria              |                                                 |
| 2013      | Bomb Girls                                  | Alma                     | Épisode : "The Quickening"                      |
| 2013      | Lucky 7                                     | Ruth                     | Épisode : "Pilot"                               |
| 2013      | The Husband She Met Online                  | Doris Miller             |                                                 |
| 2013      | A Very Merry Mix-Up                         | Judith                   |                                                 |
| 2014      | Sorority Surrogate                          | Maureen Darlington       |                                                 |
| 2015      | The Strain                                  | Mrs. Taylor              | 2 Épisodes                                      |
| 2015      | Lost Girl                                   | Judge Megaera            | Épisode : "Judgment Fae"                        |
| 2015–2018 | Unreal                                      | Dr. Olive Goldberg       |                                                 |
| 2016      | Les Enquêtes de Murdoch                     | Judith Baxter            | Épisode : "Unlucky in Love"                     |
| 2016      | Private Eyes                                | Nora Everett             | 2 Épisodes                                      |
| 2016      | Incorporated                                | Marsha                   | Épisode : "Vertical Mobility"                   |
| 2016      | Designated Survivor                         | Senior NSA Official      | Épisode : "The Blueprint"                       |
| 2016–2018 | Shadowhunters                               | Imogen Herondale         |                                                 |
| 2017      | Workin' Moms                                | Eleanor Galperin         |                                                 |
| 2018      | Star Trek: Short Treks                      | Siobhan Tilly            | Épisode : "Runaway"                             |